# Pozsonyalmás
Pozsonyalmás (szlovákul Jablonové, németül Apfelsbach) község Szlovákiában, a Pozsonyi kerületben, a Malackai járásban.

## Fekvése
Pozsonytól 27 km-re északra található.

## Története
A község területe a 11.-12. században a magyar határvédelmi rendszer része volt. 1206-ban "Jablam Terra" alakban említik először, amikor II. András király hívének, Sándor comesnek adja. A 13. században fiának, Jakab pozsonyi bírónak a birtoka. 1231-ben "Hablan villa" néven szerepel. A 16. században a Serédy és Pálffy családok birtokolták. A falu a 17.-18. század során többször is majdnem elnéptelenedett, így a Thököly-felkelés, a török 1683-as Bécs elleni támadása, majd 1708-ban a Rákóczi-szabadságharc során is, amikor császári katonák gyújtották fel. A 19. században háromszor pusztított kolera a községben, koleratemetője még mindig megtalálható. A faluban öt malom működött.
Vályi András szerint „ALMÁS. Tót Almás, meglehetős falu Poson Vármegyében németül Apfelsbach, totúl Jablonov, földes Ura Gróf Pálfy Uraság, lakosai katolikusok, fekszik bértzek tövében Malaczkától nem meszsze, a’ Detrekői Uradalomban. Kies mezeje, és termékeny határja van, ’s jeles tulajdonságai szerént első Osztálybéli.”
A trianoni békeszerződésig Pozsony vármegye Pozsonyi járásához tartozott.

## Népessége
| Év:            | 1994. | 2004.   | 2014.    | 2024.    |
| -------------- | ----- | ------- | -------- | -------- |
| Emberek száma: | 1027  | 1082    | 1206     | 1429     |
| Eltérés:       |       | +5,35 % | +11,46 % | +18,49 % |

| Év:            | 2023. | 2024.   |
| -------------- | ----- | ------- |
| Emberek száma: | 1419  | 1429    |
| Eltérés:       |       | +0,70 % |

1910-ben 1155, túlnyomóan szlovák anyanyelvű lakosa volt.
2011-ben 1123 lakosából 1079 szlovák volt.

## Neves személyek
- Itt született 1907-ben Ján Želibský szlovák festő és egyetemi tanár.

## Nevezetességei
- Mihály arkangyal tiszteletére szentelt római katolikus temploma 1561-ben épült reneszánsz stílusban. 1842-ben egy tűzvész után újjá kellett építeni.
- Szentháromság-kápolnája 1886-ban épült.
- Huta nevű településrészén 17. századi üvegkohó maradványai láthatók.
- Határában mangánérc bánya működik.

## Külső hivatkozások
- Községinfó
- E-obce.sk Archiválva 2008. április 3-i dátummal a Wayback Machine-ben
- Tourist-channel.sk
- A község a kistérség honlapján